# サリ・プル
サリ・プル(ペルシア語: سر پل)はアフガニスタン北部のサリ・プル州の州都である。2013年の人口は約15.1万人。2015年の国連報告書によると、戸数5,675戸、住民人口51,075人、総面積2,990ヘクタールであった。